# Rue de l'Étuve (Liège)
Ne pas confondre avec la rue de l'Étuve à Bruxelles
La rue de l'Étuve  est une  artère ancienne de la ville de Liège qui relie la rue de la Cathédrale à la place Cockerill. La rue fait partie du quartier administratif du centre.

## Localisation
Cette artère commerçante, plate et rectiligne applique un sens unique de circulation automobile dans le sens de la rue de la Cathédrale vers la place Cockerill.

## Histoire
Cette rue datant au moins du XIVe siècle se situait initialement sur un îlot situé entre le biez du Moulin Saint-Jean devenu la rue de l'Université en 1815, le biez Saint-Denis qui deviendra la rue de la Régence en 1823 et la place des Jésuites (actuellement place Cockerill) via le pont des Jésuites. Ces biez étaient des bras issus de la Sauvenière qui seront donc asséchés et comblés. La rue s'est appelée la rue des Jésuites.

## Odonymie
Des étuves étaient des établissements de bains publics. Il en existait un  (ou plusieurs) dans la rue en 1861.
Le Théâtre de l'Étuve s'y trouve, au n° 12, depuis 1951.

## Rues adjacentes
- Rue de la Cathédrale
- Rue de la Régence
- Place Cockerill